# Damon
Damon – jednostka osadnicza w Stanach Zjednoczonych, w stanie Teksas, w hrabstwie Brazoria.